# Achnopogon steyermarkii
Espèce
Classification APG III (2009)
Achnopogon steyermakii est une espèce de plantes à fleurs de la famille des Asteraceae. C'est un arbuste endémique du Venezuela.

## Taxinomie
L'holotype a été récolté en 1964 par le botaniste américain Julian Alfred Steyermark (1909-1988) et décrite pour la première fois en 1967 par le botaniste vénézuélien Leandro Aristeguieta (né en 1923), spécialiste des spermatophytes. L'épithète steyermakii a été choisi en l'honneur de celui qui l'a récolté, Julian Alfred Steyermark.

### Synonymes
- Achnopogon quelchioides Aristeg.[4].

## Distribution et habitat

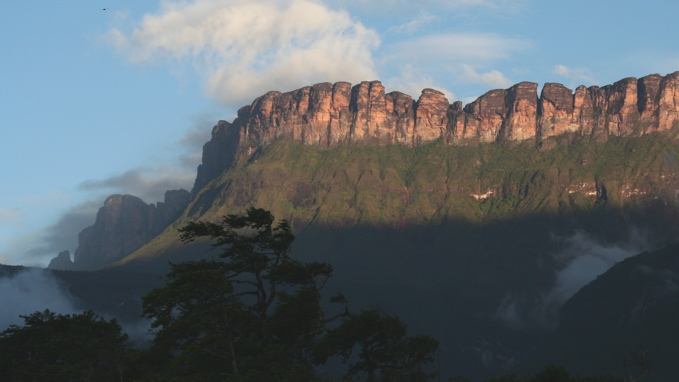
L'Auyan Tepuy dans l'État de Bolívar dont l'espèce est endémique.

L'holotype a été recueilli sur l'Auyan Tepuy à 1 800 mètres d'altitude dans l'État de Bolívar. L'espèce se rencontre entre 1 800 et 2 650 mètres d'altitude bien que l'Auyan Tepuy culmine à 2 410 mètres d'altitude.

## Description
Achnopogon steyermakii est un arbuste mesurant en moyenne 2 mètres de hauteur à l'âge adulte, et jusqu'à 3 mètres au maximum. Les fleurs sessiles sont au nombre de 2 à 3 au bout de la tige. La corolle est blanche, les bractées lisses. Les feuilles en forme de lame sont semi-oblongues à oblongues, peu pétiolées, arrondies à la pointe. La base des feuilles et des tiges sont de couleur brune.